# Vergif

Waarschuwingssymbool voor een giftige stof

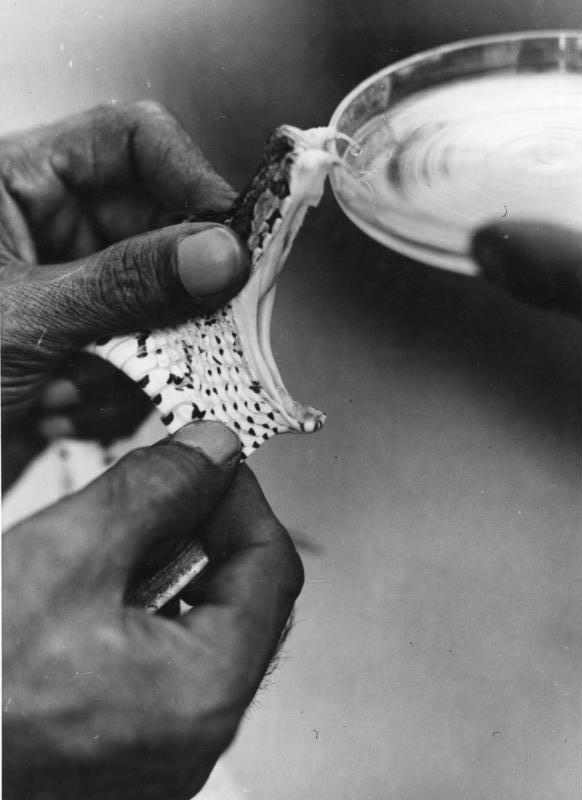
Het 'melken' van een slang, foto genomen tijdens Tibetexpeditie in 1938.

Een vergif (ook wel vergift of gif) is een stof die al in kleine hoeveelheden een schadelijke invloed heeft op een organisme, en in een grotere hoeveelheid vaak dodelijk is. Het begrip wordt vooral op chemische verbindingen toegepast. In de grotere hoeveelheden worden vergiften sinds de Klassieke Oudheid gebruikt om machthebbers op een onopvallende wijze te vermoorden of om zelfmoord te plegen.
Het eerste basisprincipe van de toxicologie is dat vrijwel iedere stof, die in overmaat aanwezig is, schadelijk (en dus niet giftig!) kan zijn.
Dosis sola facit venenum (alleen de hoeveelheid maakt het vergif) zei Paracelsus al in de 16e eeuw.
De keerzijde hiervan is dat er voor iedere (giftige) stof ook een drempelwaarde te vinden is waarbij het nadelig effect op het organisme aantoonbaar is. De giftigheid van een stof hangt niet alleen af van de drempelwaarde, maar ook van de sterkte van de effecten.
Er zijn ook andere factoren, zoals de wijze van opnemen of de aggregatietoestand van de stof (kwikdamp die wordt geïnhaleerd is bijvoorbeeld veel schadelijker dan vloeibaar kwik dat wordt doorgeslikt). Bij zware metalen is de geïoniseerde vorm veel makkelijker opneembaar en dus gevaarlijker dan de elementaire vorm. Soms is de stof zelf niet of weinig giftig, maar metaboliseert het lichaam de stof in een (nog) giftiger stof. Voorbeelden hiervan zijn methanol (wordt omgezet in methanal) en chloroform (wordt omgezet in fosgeen).
Vele vergiften worden in heel lage dosering zelfs als geneesmiddel gebruikt. De toxicologie en de farmacologie zijn dan ook nauw verwante wetenschappen. Andere vergiften worden gebruikt als chemisch bestrijdingsmiddel tegen plantenziekten en plagen. Veel van de meest effectieve of gevaarlijkste vergiften zijn de neurotoxinen van biologische oorsprong, vaak als afweermiddel van een organisme tegen het opgegeten of aangevallen worden door andere organismen. Ook zijn er minerale vergiften, zoals kwik- of arseenbevattende ertsen.
In de natuur komen veel giftige planten, dieren, en bacteriën voor. Sommige diersoorten gebruiken gif om makkelijker een prooi te kunnen vangen, andere om zich tegen aanvallers (dieren) of tegen vraat (planten) te verdedigen. Giftige dieren hebben niet zelden waarschuwende, felle ('aposematische') kleuren.
Vergiften kunnen op verschillende manieren werkzaam zijn. Ze kunnen het zuurstoftransport blokkeren (blauwzuur, koolstofmonoxide), of bepaalde zenuwen verlammen door neurotransmitters na te bootsen of juist te blokkeren. Zware metalen kunnen enzymen blokkeren waardoor deze onwerkzaam worden. Halogenen reageren vrijwel met iedere stof in het lichaam. Natriumhydroxide breekt vrijwel iedere vetachtige verbinding af in zijn componenten. Zelfs water kan in hoge doses schadelijk of zelfs dodelijk zijn. De schadelijke werking van water is gebaseerd op de verstoring van de osmotische waarde van het bloed, waardoor de rode bloedcellen kapotgaan en kalium vrijkomt dat het hart ontregelt. Ieder vergif is gebaseerd op de ontregeling van een chemisch proces in het lichaam.
Verder reageren sommige diersoorten anders op bepaalde stoffen dan andere. Zo kunnen stoffen die voor de mens nauwelijks giftig zijn dodelijk zijn voor sommige dieren, en vice versa. Theobromine, dat in chocola zit, kan dodelijk zijn voor honden. Bepaalde organo-tinverbindingen zijn nauwelijks giftig voor mensen, maar zeer giftig voor micro-organismen. Op zeeslakken hebben deze stoffen weer een ander effect: het verstoort hun hormoonhuishouding. Door bioaccumulatie kunnen sommige schadelijke stoffen zich via de voedselketen ophopen in de organismen hoog in de voedselketens, inclusief de mens. Meestal betreft dit verontreinigingen met zware metalen door menselijk handelen, maar ook gechloreerde koolstofverbindingen zoals DDT zijn hierom berucht.
Een geval apart vormen de radionucliden. Hiervan wordt het schadelijke effect niet (alleen) veroorzaakt door de chemische uitwerking op organismen, maar door de ioniserende straling als gevolg van het radioactief verval. De blootstelling aan een hoge dosis straling na een kernramp kan een acute stralingsziekte veroorzaken of de besmetting met radioactieve isotopen kan het risico op verschillende soorten kanker op langere termijn verhogen. Een bekend geval van vergiftiging met een radionuclide is de vergiftiging van Aleksandr Litvinenko met de alfastraler polonium-210. Blootstelling aan jodium-131 kan het risico op schildklierkanker verhogen en vergiftiging met strontium-90 kan op termijn leukemie en mogelijk ook botkanker veroorzaken. Langdurige en frequente blootstelling aan te hoge concentraties van radon-220 en radon-222 in slecht geventileerde kruipruimten, kelders en mijnen verhoogt waarschijnlijk het risico op longkanker.